# エル・ソロ
エル・ソロ（El Zorro）のリングネームで知られるヘスス・クリストバル・マルティネス・ロドリゲス（Jesus Cristóbal Martínez Rodriguez、1975年7月25日 - ）は、メキシコのプロレスラー。ハリスコ州グアダラハラ出身。

## 来歴
1993年10月2日ハリスコ州サポパンで行なわれた「プラザ・デ・トロス・ホセ・リベラ」でマスクマン・ネウロシスでデビュー。その後オシデンテライトヘビー奪取。セーサル・ダンテスにコントラ・マッチで破れ素顔になる。
後にプロモ・アステカに現在使用しているエル・ソロのリングネームで登場。タルサン・ボーイと組んでWWOタッグを奪取。1999年、WWFにも参戦。2000年、AAAに参戦。2001年10月にはUWA世界ライトヘビー級奪取。2006年からは鉄仮面のマスク被ったギミックで登場。
その後もルード軍団「La Legion Extranjera」のメンバーとして活躍。2008年に「レイ・デ・レイエス」優勝。同年6月にエル・メシアスの持つAAA世界ヘビー級王座に挑戦も敗退、また12月に再び挑戦も敗退。2010年12月にドクトル・ワグナー・ジュニアの持つAAA世界ヘビー級王座に挑戦し奪取。
2011年2月にTNAと未契約ながら、所属レスラーとして在籍することが決定するが、結局出場することがないままAAAに復帰した。
2013年、黒を基調としたマスク、リングコスチュームのラ・パルカのギミック「ラ・パルカ・ネグラ」に転身。

## 得意技
- ジャーマン・スープレックス
- STF
- サソリ固め

## 獲得タイトル
AAA
- AAAメガ王座
- メキシカンナショナルヘビー級王座

CBLG（Comisión de Box y Lucha de Guadalajara）
- オクシデンテライトヘビー級王座

WWO（World Wrestling Organization）
- WWOタッグチーム王座

IWA
- IWAライトヘビー級王座

UWA（Universal Wrestling Association）
- UWA世界ライトヘビー級王座